# Desmond Bristow
Desmond Arthur Bristow (Birmingham, 1 de junio de 1917  - Vélez-Málaga, 5 de septiembre de 2000) fue un oficial del servicio de inteligencia británico durante la Segunda Guerra Mundial, jefe de la sección española del servicio de inteligencia británico en España tras la guerra.

## Primeros años
Desmond Bristow nació en Birmingham, el 1 de junio de 1917, hijo de un ingeniero de minas.
Se crio en Punta Humbría, España, donde su primera lengua fue el español hablado en Andalucía, un dialecto del castellano.
Estudió en Dulwich College y se licenció en Cambridge.

## Segunda Guerra Mundial
Al iniciarse Segunda Guerra Mundial, se unió a la Infantería Ligera de Oxfordshire y Buckinghamshire, antes de ser reclutado por los servicios de inteligencia británicos.
En 1941, los responsables del MI6 se fijaron en Bristow debido a su conocimiento de España y a su dominio del español. Fue asignado a la Sección V (d), dedicada a organizar medidas de contrainteligencia en España y Portugal. En sus primeros tiempos de servicio y formación, estuvo a las órdenes de Kim Philby.
Durante la Segunda Guerra Mundial, residió en Gibraltar, donde fue capitán de los servicios de inteligencia británicos. Se ocupaba de vigilar las relaciones entre el régimen de Franco y la Alemania nazi, además de colaborar en la lucha contra los sabotajes en Gibraltar. Para su red de espías en España, contaba con la colaboración de contrabandistas españoles de tabaco.
Entre 1942 y 1945 participó en numerosos engaños estratégicos en el teatro del Mediterráneo. Junto con Kim Philby ayudó a reclutar a Garbo, uno de los dobles agentes más exitosos de los aliados.

## Después de la guerra
Después de la guerra, tras servir en Gibraltar, Argel y Lisboa, Bristow se convirtió en jefe de estación de los servicios de inteligencia británicos en España y Portugal, máximo responsable del espionaje británico en Madrid. Entre sus tareas estuvo la preparación de la llegada del primer embajador británico a la capital de España después del triunfo de Franco. Además, asesoraba sobre operaciones comerciales hispano-británicas.
Abandonó el MI6 en 1954 desencantado por el clima de sospecha. Su último puesto, de 1953 a 1954, fue el de jefe de la sección de Comercio Estratégico. Se trasladó a vivir junto con su esposa a Periana, en el sur de España.
Después de dejar el MI6, trabajó durante un tiempo con Percy Sillitoe, ex director general del MI5, investigando el comercio ilícito de diamantes de contrabando en África Occidental.
Falleció el día 5 de septiembre de 2000 en el hospital de La Axarquía, en Vélez-Málaga, España. Su esposa, Betty Weaver, con la que se casó en 1941, le sobrevivió a su muerte, así como dos hijos y dos hijas. Su cadáver fue incinerado y sus cenizas depositadas en un nicho del Cementerio Inglés de Málaga.

## Publicaciones
Sus memorias iban a ser publicadas en 1993 con el título A Game of Moles (en español: Un juego de topos), una de las primeras escritas por un agente del MI6. El servicio secreto británico hizo varios intentos de disuadirlo y fue advertido de que podría ser enviado a prisión si las publicaba.
Finalmente, Bristow decidió publicarlas primero en español, con el título Juego de topos (Barcelona: Ediciones B, 1993). No fue procesado gracias a la protección de los tribunales europeos.
Dedicó sus memorias al recuerdo de los amigos españoles y portugueses que lo ayudaron a combatir el fascismo: «A todos aquellos colaboradores españoles y portugueses que, en silencio, y a menudo poniéndose en peligro, apoyaron sin reservas la causa aliada».

## Reconocimientos
Desmond Bristow recibió la Legión de Honor y la Cruz de Guerra con Palma en 1947.